# Глоба
Глоба е парично обезщетение, изплащано като наказание обикновено на правителствена организация при извършване на административно нарушение, престъпление (като субсидиарно наказание към основното в продвидените от закона случаи) или друго нарушение на закона.
Глобите в различните страни според местното законодателство се различават както по стойността си, така и по естеството на нарушението. Глобата е често явление почти във всички страни при пътни нарушения.
В някои случаи стойността на глобата е минимална, но в други, особено когато се отнася до големи корпорации, може да достигне хиляди, дори милиони лева.